# Securvia
Securvia era un sistema di informazioni e monitoraggio dello stato del traffico automobilistico, progettato dalla italiana Magneti Marelli.
Presentato nel 1991, e tenuto in vita solo pochi anni, il sistema utilizzava una frequenza radio intorno ai 43 MHz per inviare segnali digitali a un piccolo ricevitore installato all'interno dell'auto, che avvertiva il guidatore del pericolo circa 300 metri in anticipo.
Il ricevitore era molto semplice, con sei spie a LED che si illuminavano, insieme a un cicalino molto forte, indicando se c'era pericolo di strada sdrucciolevole, attraversamento pedonale, pericolo generico, lavori in corso e code riuscendo a specificare anche se le code erano in direzione nord, sud, ovest o est.
Una rete di trasmettitori fissi era apparsa in tutta Italia composti di un palo, un pannello solare obliquo e un'antenna trasmittente sulla frequenza di 43 MHz.
Secondo i progetti originali, oltre a questa rete fissa si sarebbero dovuti aggiungere una serie di trasmettitori mobili che dovevano essere utilizzati per segnalare pericoli temporanei come un cantiere e una rete di trasmettitori veicolari, che dovevano essere installati sulle auto della Polizia o dei Carabinieri in caso, ad esempio, di un incidente in autostrada.
I motivi che decretarono l'insuccesso del sistema, nonostante i grossi investimenti della Magneti Marelli, furono l'elevato costo del ricevitore (circa 250 000 lire del 1991) che lo rendeva accessibile solo a un'utenza ristretta. Fredda fu anche l'accoglienza delle concessionarie autostradali; inoltre il ministero delle poste e delle telecomunicazioni fece difficoltà sulla concessione delle frequenze necessarie al sistema benché secondo il Piano Nazionale di Ripartizione delle Frequenze fosse una banda teoricamente idonea all'uso richiesto.
Il successivo avvento dei navigatori satellitari ha definitivamente decretato la fine del sistema.